# SN 1999cs
SN 1999cs – supernowa typu Ia odkryta 14 kwietnia 1999 roku w galaktyce A120425-2006. W momencie odkrycia miała maksymalną jasność 17,50m.